# Zena Walker
Pour les articles homonymes, voir Walker.
Zena Cecilia Walker, née le 7 mars 1934 à Birmingham (Midlands de l'Ouest) et morte le 24 août 2003 à Brockenhurst (Hampshire), est une actrice anglaise.

## Biographie
Diplômée en 1951 de la Royal Academy of Dramatic Art de Londres, Zena Walker débute au théâtre, notamment à Stratford-upon-Avon où elle interprète des pièces de William Shakespeare, comme La Tempête (1952, avec Margaret Leighton et Ralph Richardson) et Roméo et Juliette (1954, avec Laurence Harvey et elle dans les rôles-titre). À Londres, elle se produit entre autres dans Sud de Julien Green (1955, avec Bessie Love et Denholm Elliott), Homme et Surhomme (en) de George Bernard Shaw (1965, avec Siân Phillips et Alan Badel), La Valse des toréadors de Jean Anouilh (1974, avec Trevor Howard et Ian Ogilvy), Tables séparées (en) de Terence Rattigan (1977, avec Jill Bennett et John Mills) et Femmes (en) de Clare Boothe Luce (1986-1987, avec Susannah York et Georgina Hale). Une de ses dernières pièces, représentée à Bath, est Moulins à paroles (en) d'Alan Bennett (1999-2000, avec Dora Bryan).
Fait particulier, elle joue à Londres en 1967 dans A Day in the Death of Joe Egg (en) de Peter Nichols (en), pièce qu'elle reprend l'année suivante (1968) à Broadway (aux côtés d'Albert Finney — puis Donal Donnelly — et Joan Hickson), unique prestation sur les planches new-yorkaises.
Son rôle de Sheila à Broadway lui permet de gagner cette même année 1968 le Tony Award de la meilleure actrice de second rôle dans une pièce.
Au cinéma, elle contribue à dix-huit films britanniques (ou en coproduction), les deux premiers sortis en 1960. Ultérieurement, mentionnons Les Diables du Sud de Ken Annakin (1961, avec Richard Todd et Jamie Uys), L'Odyssée du petit Sammy d'Alexander Mackendrick (1963, avec Edward G. Robinson et Constance Cummings) et Cromwell de Ken Hughes (1970, avec Richard Harris et Alec Guinness). Son dernier film est L'Habilleur de Peter Yates (adaptation de la pièce éponyme de Ronald Harwood, 1983, avec Albert Finney et Tom Courtenay).
À la télévision britannique, elle apparaît dans cinquante-sept séries, les deux premières étant Le Chevalier Lancelot (deux épisodes, 1956-1957) et Robin des Bois (deux épisodes, 1956-1958). Suivent par exemple Le Prisonnier (un épisode, 1967), Angoisse (un épisode, 1973) et Hercule Poirot (épisode Le Miroir du mort, 1993).
S'ajoutent huit téléfilms, le premier diffusé en 1956, les trois derniers en 1976.
Les deux ultimes séries de Zena Walker sont Flics toujours et Rosemary and Thyme, avec chacune un épisode diffusé en 2003, année de sa mort, à 69 ans.

## Théâtre

### Angleterre (sélection)

#### Stratford-upon-Avon
- 1952 : Coriolan (Coriolanus : rôle non spécifié), La Tempête (The Tempest : Miranda), Comme il vous plaira (As You Like It : Phebe) et Othello ou le Maure de Venise (Otello : rôle non spécifié) de William Shakespeare
- 1952 : Volpone de Ben Jonson : rôle non spécifié
- 1954 : Le Songe d'une nuit d'été (A Midsummer Night's Dream : Hermia) et Roméo et Juliette (Romeo and Juliet : Juliette) de William Shakespeare

#### Londres
- 1954-1955 : Toad of Toad Hall d'Alan Alexander Milne : Marigold / Phoebe
- 1955 : Sud (South) de Julien Green : Angelina
- 1955-1956 : Le Conte d'hiver (The Winter's Tale), Les Joyeuses Commères de Windsor (The Merry Wives of Windsor) et Henri V (Henry V) de William Shakespeare : rôles non spécifiés
- 1957 : The Wit to Woo de Mervyn Peake : Sally Devius
- 1962 : L'Idiot (The Idiot), adaptation par José Ruben du roman éponyme de Fiodor Dostoïevski : Nastasia
- 1965 : Homme et Surhomme (en) (Man and Superman) de George Bernard Shaw : Violet Robinson
- 1966-1967 : L'Hurluberlu ou le Réactionnaire amoureux (The Fighting Cook) de Jean Anouilh : Aglae
- 1967 : A Day in the Death of Joe Egg (en) de Peter Nichols (en) : Sheila[1] (rôle tenu également à Glasgow)
- 1974 : La Valse des toréadors (The Waltz of the Toreadors) de Jean Anouilh : Ghislaine de Sainte-Euverte
- 1977 : Tables séparées (en) (Separate Tables) de Terence Rattigan : Mlle Cooper[2]
- 1984 : Passion Play de Peter Nichols (en) : Nell
- 1986-1987 : Femmes (en) (The Women) de Clare Boothe Luce : Comtesse de Lage[3]
- 1988-1989 : Easy Virtue de Noël Coward : Mme Whittaker

#### Autres lieux
- 1991 : Lettice and Lovage (en) de Peter Shaffer : Lottie Schoen (remplacement, à Bristol)
- 1992-1993 : L'Importance d'être Constant (The Importance of Being Earnest) d'Oscar Wilde (Bristol) : Lady Bracknell
- 1995 : Tout est bien qui finit bien (All's Well That Ends Well) de William Shakespeare (Southampton) : Comtesse de Roussillon
- 1999-2000 : Moulins à paroles (en) (Talking Heads) d'Alan Bennett (Bath) : rôle non spécifié
- 2003 : Les Trois Sœurs (Three Sisters) d'Anton Tchekhov (Southampton) : Anfisa

### Broadway (intégrale)
- 1968 : A Day in the Death of Joe Egg (en) de Peter Nichols (en) : Sheila

## Filmographie partielle

### Cinéma
- 1960: Snowball (en) de Pat Jackson : Mary Dononvan
- 1961: Les Diables du Sud (The Hellions) de Ken Annakin : Julie Hargis
- 1963: L'Étrange Mort de Miss Gray (Girl in the Headlines) de Michael Truman (en) : Mildred Birkett
- 1963: L'Odyssée du petit Sammy (Sammy Going South) d'Alexander Mackendrick : Tante Jane
- 1969: The Last Shot You Hear (en) de Gordon Hessler : Eileen Forbes
- 1970: Cromwell de Ken Hughes : Elizabeth Cromwell
- 1976: The Likely Lads (en) de Michael Tuchner : Laura Windsor
- 1983: L'Habilleur (The Dresser) de Peter Yates : Her Ladyship

### Télévision

#### Séries
- 1956-1957 : Le Chevalier Lancelot (The Adventures of Sir lancelot), saison unique, épisode 9 Lancelot's Banishment (1956) et épisode 24 The Bridge (1957) : Lady Angela
- 1956-1958 : Robin des Bois (The Adventures of Robin Hood)
  - Saison 2, épisode 8 Isabella (1956) de Lindsay Anderson : rôle-titre
  - Saison 3, épisode 36 Women's War (1958) de Peter Seabourne : Lady Ann de Brissac
- 1967 : Le Prisonnier (The Prisoner), saison unique, épisode 13 L'Impossible Pardon (Do Not Forsake Me Oh My Darling) de Pat Jackson : Janet Portland
- 1973 : Angoisse (Thriller), saison 1, épisode 6 des idées dans la tête (Murder in Mind) d'Alan Gibson : Betty Drew
- 1993 : Hercule Poirot, saison 5, épisode 7 Le Miroir du mort (Dead Man's Mirror) : Vanda Chevenix
- 1998 : McCallum, saison 2, épisodes 3 et 4 Récolte, 1re et 2e parties (Harvest, Parts I & II) : Mme Weston
- 2003 : Flics toujours (New Tricks), épisode pilote L'Affaire Dubrovski (The Chinese Job) de Graham Theakston : Mme Dubrovski
- 2003 : Rosemary and Thyme, saison 1, épisode 2 Une étrange disparition (Arabica and the Early Spider) : Doris Deeping

#### Téléfilms
- 1976 : The Fortune Hunters d'Alastair Reid : Jenny Rastall
- 1976 : The Madness de James Cellan Jones : Dolores Ibarruri
- 1976 : Abide with Me de Moira Armstrong : Iris Allen

## Récompense
- 1968 : Tony Award de la meilleure actrice de second rôle dans une pièce gagné, pour A Day in the Death of Joe Egg (en)